# Шедълце
Шѐдълце (на полски: Siedlce; на руски: Седлец) е град в Източна Полша, Мазовско войводство. Административен център е на Шедлешки окръг и на Шедлешка община без да е част от тях. Самият град е обособен в отделен окръг с площ 31,86 км2.

## География
Градът се намира в историческата област Подлясия.

## Население
Населението на града възлиза на 76 393 души (2013). Гъстотата е 2398 души/км2.
Демографско развитие:

## Фотогалерия
- Кметството
- Главната библиотека
- Градската болница
- Окръжният съд
- Дворец „Огински“
- Улица Ян Килински